# Jesús San Miguel
Jesús Fernando San Miguel Izquierdo (Almarza, Soria; 2 de mayo de 1953) es un doctor en Medicina y Cirugía español especialista en investigación clínica en hematología y hemoterapia. 

## Biografía académica
Jesús San Miguel Izquierdo se licenció en Medicina y Cirugía por la Universidad de Navarra en el 1976 doctorándose en la Universidad de Salamanca en el año 1980. Realizó su formación como especialista en hematología y hemoterapia bajo la supervisión del profesor Antonio López Borrasca. Posteriormente, becado por el Ministerio de Educación y Ciencia, realizó una estancia postdoctoral en la Unidad de Leucemias de la Escuela Real de Postgraduados de Londres.
De regreso a España, obtuvo en 1986, la plaza de Profesor Titular en la Universidad de Salamanca y en 1994 la plaza de Catedrático en la misma universidad. Fue Jefe del Servicio de Hematología del Hospital Universitario de Salamanca, entre 1991 y 2013; y director científico del Instituto de Investigación Biomédica de Salamanca. Ha dirigido numerosas tesis doctorales.
Es miembro del Comité científico Asesor del Centro Nacional de Investigaciones Oncológicas (CNIO), y del comité editorial de numerosas revistas.
En 2013, se trasladó a Pamplona, donde es Director médico de la Clínica Universidad de Navarra, director de Medicina Clínica y Traslacional de la Universidad de Navarra, y catedrático de  Medicina y Cirugía en la misma universidad.

### Caracterización biológica de células neoplásicas en enfermedades hematológicas
Las líneas principales de investigación de San Miguel son el mieloma múltiple, la Biología de las células leucémicas y sus implicaciones clínico-pronósticas, la enfermedad mínima residual y los trasplantes hematológicos.
La investigación de Jesús San Miguel se ha centrado en el mieloma múltiple, y especialmente en las características biológicas del clon tumoral y su importancia para la evolución de la enfermedad y el seguimiento del tratamiento.

### Participación en la secuenciación del Genoma de la leucemia linfática crónica
Durante su estancia en el CIC Salamanca (Centro de Investigación del Cáncer) colaboró en el proyecto nacional de secuenciación del genoma de la leucemia linfática crónica - en el que participaron más de sesenta investigadores españoles. El proyecto español, que estaba inscrito en el proyecto mundial del genoma del cáncer, contó con la participación directa del propio Jesús San Miguel, además del resto de investigadores Marcos González Díaz, Enrique de Álava y Jesús M. Hernández, quienes son coautores, junto con los otros investigadores y especialistas, del artículo publicado en la revista Nature sobre el genoma de la LLC.

### Premios y distinciones
Entre otros, ha recibido los siguientes premios y distinciones:
- 2022 - Premio Jan Gosta Waldenström por su contribución a la mejora del diagnóstico de macroglobulinemia de Waldenström, un cáncer hematológico poco frecuente.[13]
- 2021 - Premio Nacional de investigación Gregorio Marañón, otorgado por el Ministerio de Ciencia, por su destacada relevancia en el ámbito de la investigación científica.[14][15]
- 2020 - Academy Bob Pinedo Cancer Care Award otorgado por la Real Academia de Artes y Ciencias de los Países Bajos (KNAW), por su contribución al diagnóstico y tratamiento del mieloma múltiple.[16]
- 2014 - Premio Fundación Lilly de Investigación Biomédica.[6]
- 2013 - Premio Rey Jaime I de investigación médica Fundación Valenciana de Estudios Avanzados.[17]
- 2012 - Premio Kyle Lifetime Achievement International Myeloma Foundation.
- 2010 - XVIII Premio Severo Ochoa de Investigación Biomédica Fundación Ferrer para la Investigación.[18]
- 2008 - Premio Castilla y León de Investigación Científica y Técnica.
- 2007 - Premio Nacional de Oncología Fundación Echevarne, junto con el profesor Emili Montserrat.[19]
- 2007 - Premio Internacional Waldenström 2007, -posiblemente el de mayor prestigio en el campo de los mielomas- que reconoce anualmente al mejor investigador internacional en el campo de los mielomas (tumores de células plasmáticas). Este reconocimiento, solo lo han obtenido anteriormente 2 hematólogos europeos antes que el Profesor San Miguel y supone el respaldo internacional a todos sus trabajos de investigación. Entregado en el Congreso Internacional celebrado en Grecia en 2007.
- 2007 - Premio Nacional de Investigación que concede la Fundación Científica Caja Rural.[20]
- 2007 - Premio Nacional de Investigación "Mariano Íñiguez".[21]
- 2001 - Cruz al Mérito del Ministerio de Defensa, por sus contribuciones sobre el síndrome de los Balcanes.[22][23]
- Encomienda de la Orden Civil de Sanidad
- Premio CEOE a la Mejor Investigación Científica en Ciencias Biomédicas.
- Premio Fundación Ciencias de la Salud.
- Premio de la Academia de Medicina de Buenos Aires al “Hematólogo Iberoamericano con mayor impacto científico”.

Ha sido reconocido por numerosas Instituciones y Universidades extranjeras y españolas, así como Sociedades Científicas.

## Publicaciones
Su producción científica se traduce en más de 860 publicaciones internacionales, 140 nacionales y numerosas monografías y contribuciones a libros (más de 30 capítulos en libros internacionales).
- Publicaciones de Jesús San Miguel con el grupo de investigación del Centro de Investigación del Cáncer
- Publicaciones de Jesús San Miguel en Google Academics
- Publicaciones de Jesús San Miguel en Blood Journal (enlace roto disponible en Internet Archive; véase el historial, la primera versión y la última).
- Publicaciones de Jesús San Miguel en Cancer Research

### Manual
- Hematología - Manual Básico razonado, Jesús F. San Miguel y Fermín M. Sánchez-Guijo, Elsevier, 3ª ed., ISBN 978-84-8086-463-3, 2009, 304 págs. -Índice-[24]